# وارموند
وارموند (به هلندی: Warmond) یک منطقهٔ مسکونی در هلند است که در تیلینگن واقع شده‌است. وارموند ۴٬۹۱۵ نفر جمعیت دارد.